# 과불화화합물

과불화화합물(Poly- & Per-fluorinated Compounds, PFC)은 아웃도어 제품과 종이컵, 프라이팬 등 생활용품에 주로 사용된다. 특히 방수나 먼지가 묻지 않도록 하는 기능성 제품이 많은 아웃도어 산업에서는 많이 사용하는 물질로 알려져 있다. 하지만 PFC는 잘 분해되지 않는 특성 때문에, 한 번 환경에 노출되면 수 백 년간 남게되어 환경 오염의 원인이 되기도 한다. 일부 PFC는 생식기능을 저하시키고 암을 유발하며 호르몬 시스템에 악영향을 미칠 수 있다.

## 환경 오염
PFC는 다양한 산업의 제조 및 유통과정에서 자연으로 배출된다. 의류품에 사용된 PFC는 제품을 사용 시와  폐기하는 과정에서 유출 되기도 한다. PFC는 자연상태에서는 생성되지 않는 인공 화합물로, 일부는 분해 속도가 매우 늦어 한번 배출되면 주변 환경에 오랜 시간 동안 잔류한다. 배출된 PFC는 공기와 물을 통해 이동하며 환경을 오염시킨다. 또한 그 이동 가능 범위가 매우 넓어, 사람의 발길이 닿지 않는 고산 청정지대뿐 아니라 돌고래, 북극곰의 간, 그리고 인간의 혈액과 모유에서도 PFC가 검출된 바 있다. (그 예시로는 대구 수돗물이 있다)
또한 오염원발생을 억제시키는 것이 최선이나 발생된 오염원에 대해지는 여리방법들이 논의되고있다. 최근 논문에 의하면 화산석으로 처리할 경우 처리효율이 높다고 알려져 있다.